# Jungfernstieg

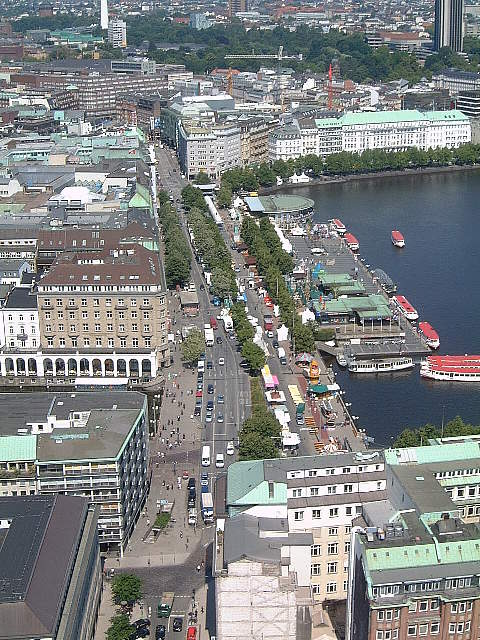
Jungfernstieg
mit Blickrichtung Gänsemarkt
(August 2005, vor dem Umbau 2006)

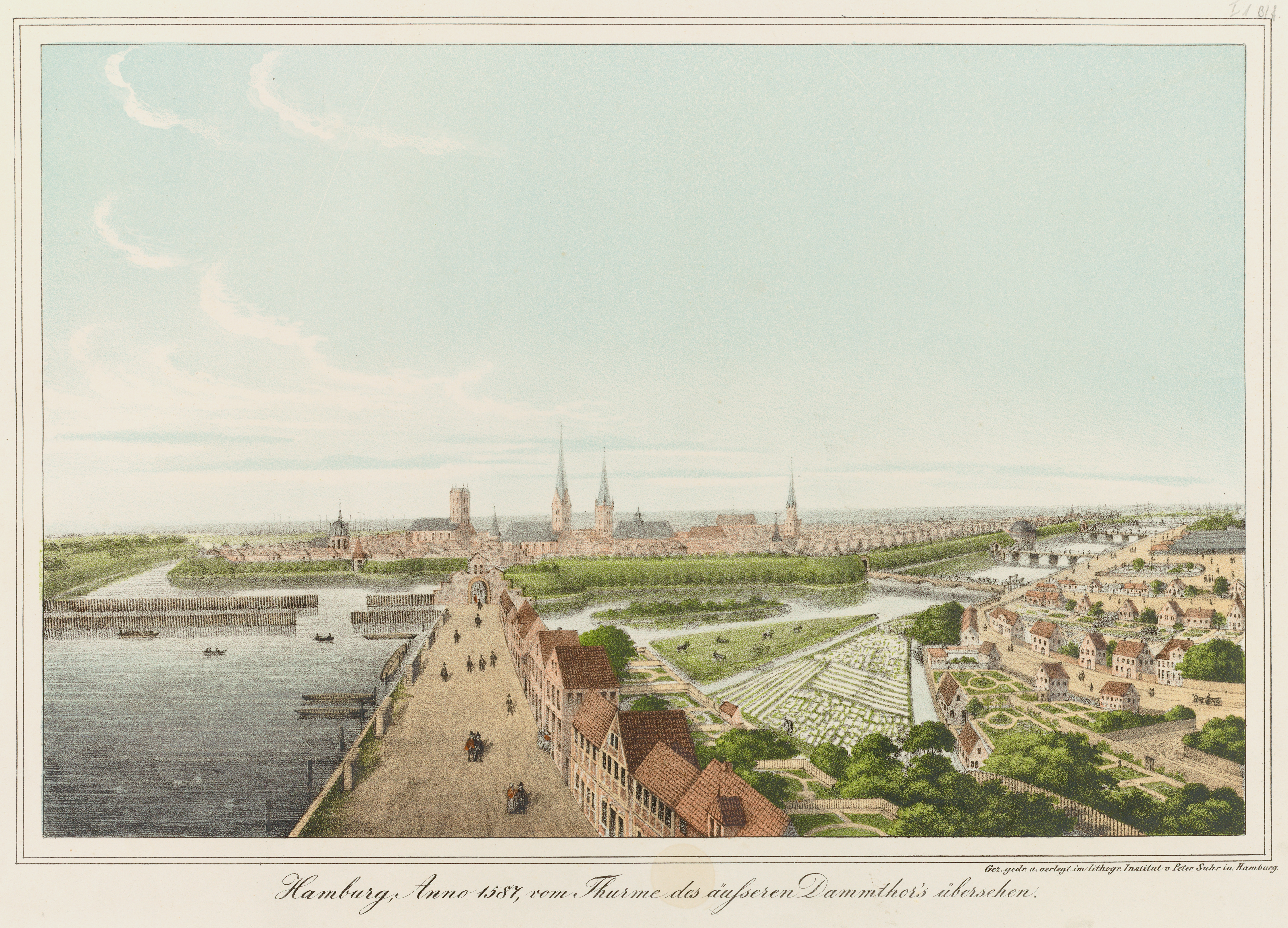
Peter Suhr, Der Bereich um die Binnenalster wurde erheblich umgestaltet, hier ein Blick auf das alte „Dammthor“ um 1587. Die Alster hat ihren Hauptabfluss rechts zum heutigen Nikolaifleet.

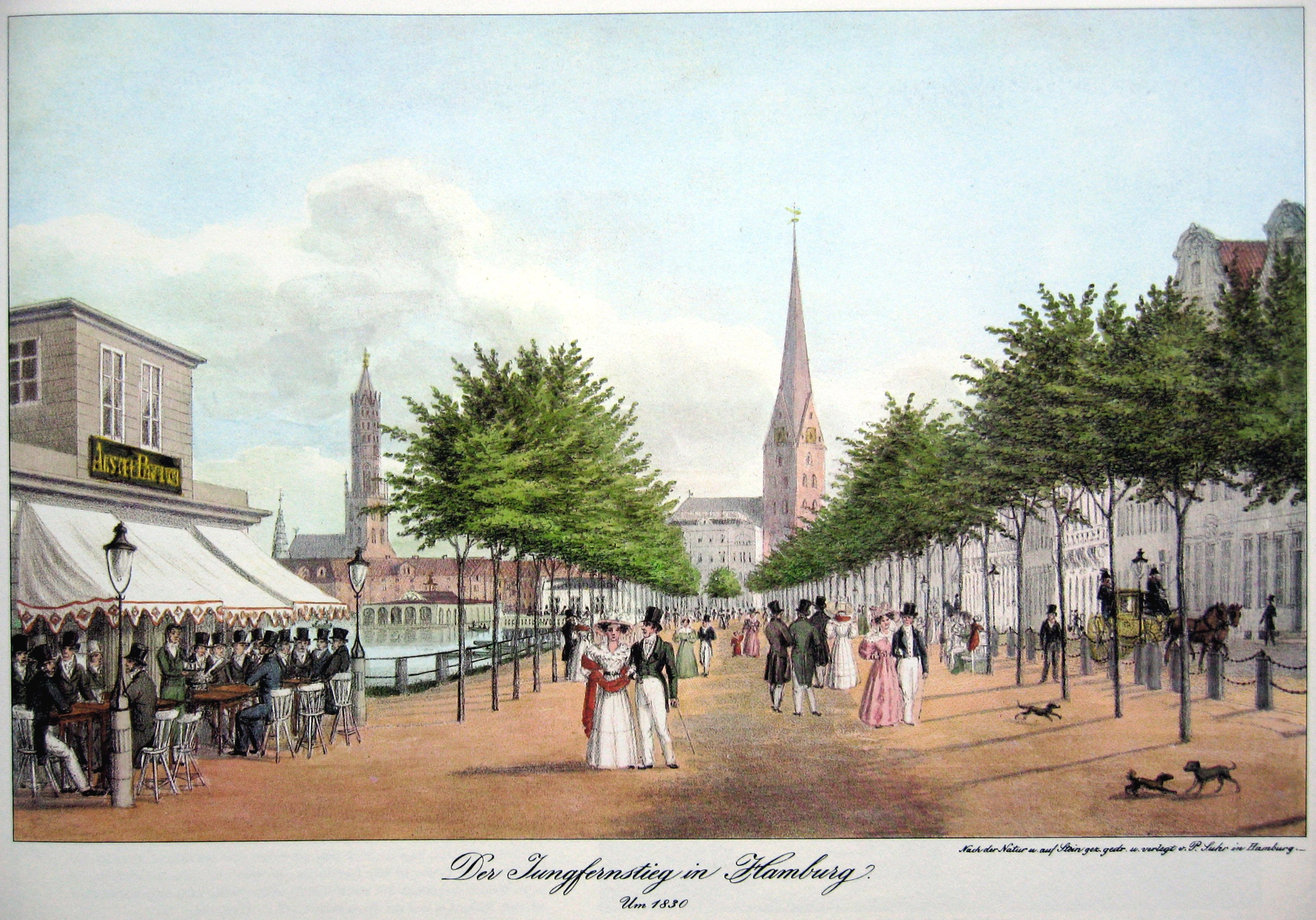
Stahlstich um 1830

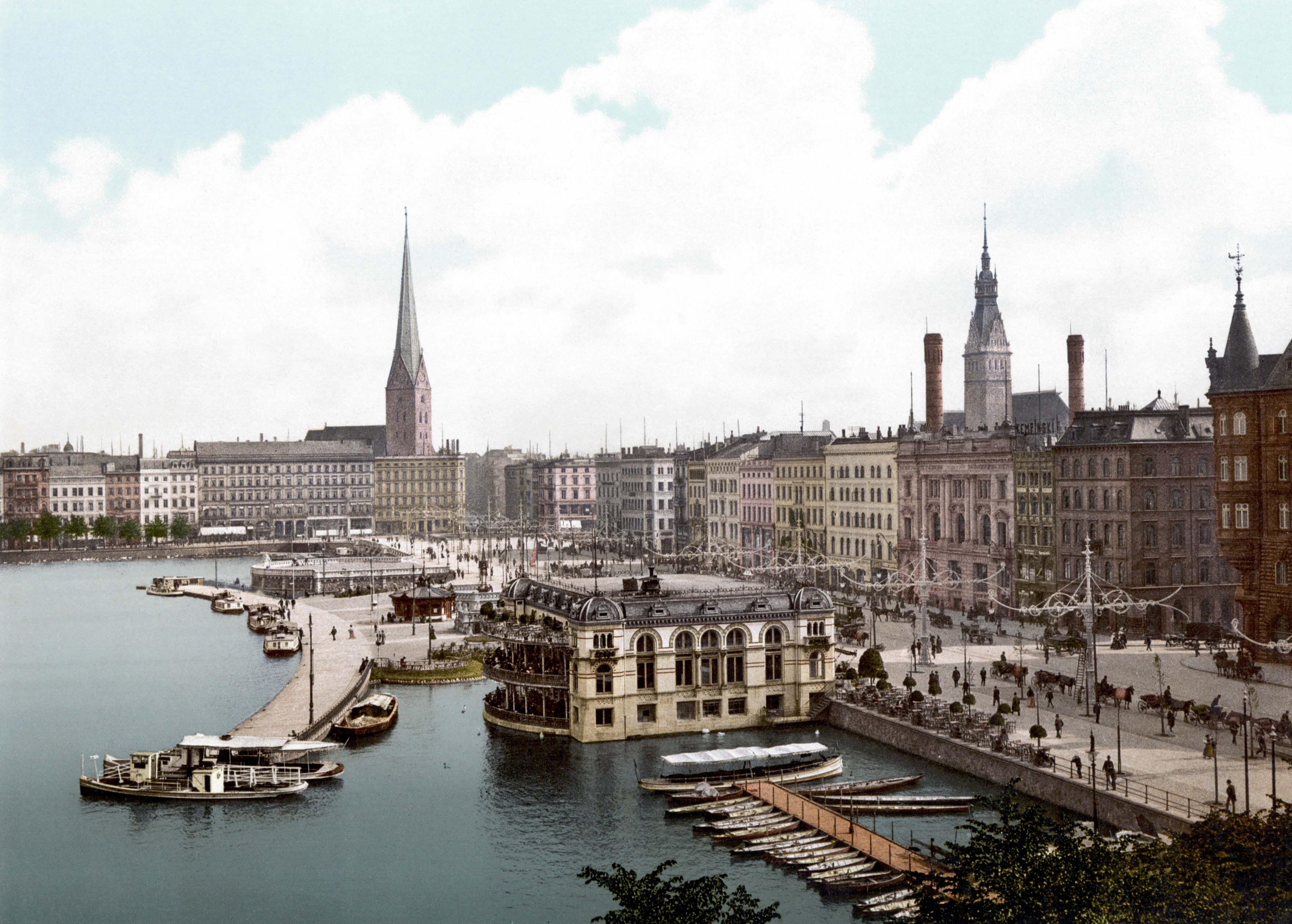
Jungfernstieg um 1905

Der Jungfernstieg (von niederdeutsch Stieg für „Steig“) ist eine Straße am südwestlichen Ufer der Binnenalster in der Hamburger Innenstadt. Er verläuft von der Reesendammbrücke zum Gänsemarkt.

## Geschichte
Ursprünglich als Reesendamm zum Aufstauen der Alster 1235 unter Graf Adolf IV. von Schauenburg und Holstein entstanden, war er Standort der Obermühle. Einer der Eichenpfähle, aus dem der Damm errichtet worden war, ist zu einer Plastik von Richard Luksch verarbeitet worden, die auf dem Bahnsteig der Linie U1 besichtigt werden kann und an die Opfer eines Wassereinbruchs beim Bau dieser Station in den 1930er Jahren erinnert. 
1665 wurde die Straße nach dem Vorbild der Altonaer Palmaille umgebaut, indem durch Verbreiterung eine Spielbahn und Baumbepflanzung ermöglicht wurde. In der Folge wurde auch zeitweise der Name Palmaille verwendet, ab 1684 Jungfernstieg. Der Jungfernstieg war im Jahr 1838 Deutschlands erste Straße, die asphaltiert wurde.
Am 3. Oktober 1841 wurde auf dem Jungfernstieg Das Lied der Deutschen vor Streit's Hotel, in dem der Politiker Carl Theodor Welcker abgestiegen war, uraufgeführt.
Nach dem Großen Brand 1842 wurde eine Regulierung der Alster vorgenommen, ihr Hauptabfluss wurde durch einen alten Festungsgraben unter der Reesendammbrücke durch die Kleine Alster an den Alsterarkaden geleitet, während der alte Abfluss durch das heutige Nikolaifleet erfolgte. Die Südwestseite des Jungfernstieges wurde neu bebaut. Von 1843 bis 1881 lag die erste große Einkaufspassage, der Sillem’s Bazar, am Jungfernstieg. Heute steht an gleicher Stelle der Hamburger Hof.
Ihren Namen hat die Straße durch einen bürgerlichen Ritus erhalten: Auf der Flaniermeile führten sonntags Familien ihre unverheirateten Töchter, die Jungfern, spazieren. 1931 erfolgte die offizielle Umbenennung der Straße in Jungfernstieg.

## Erscheinungsbild

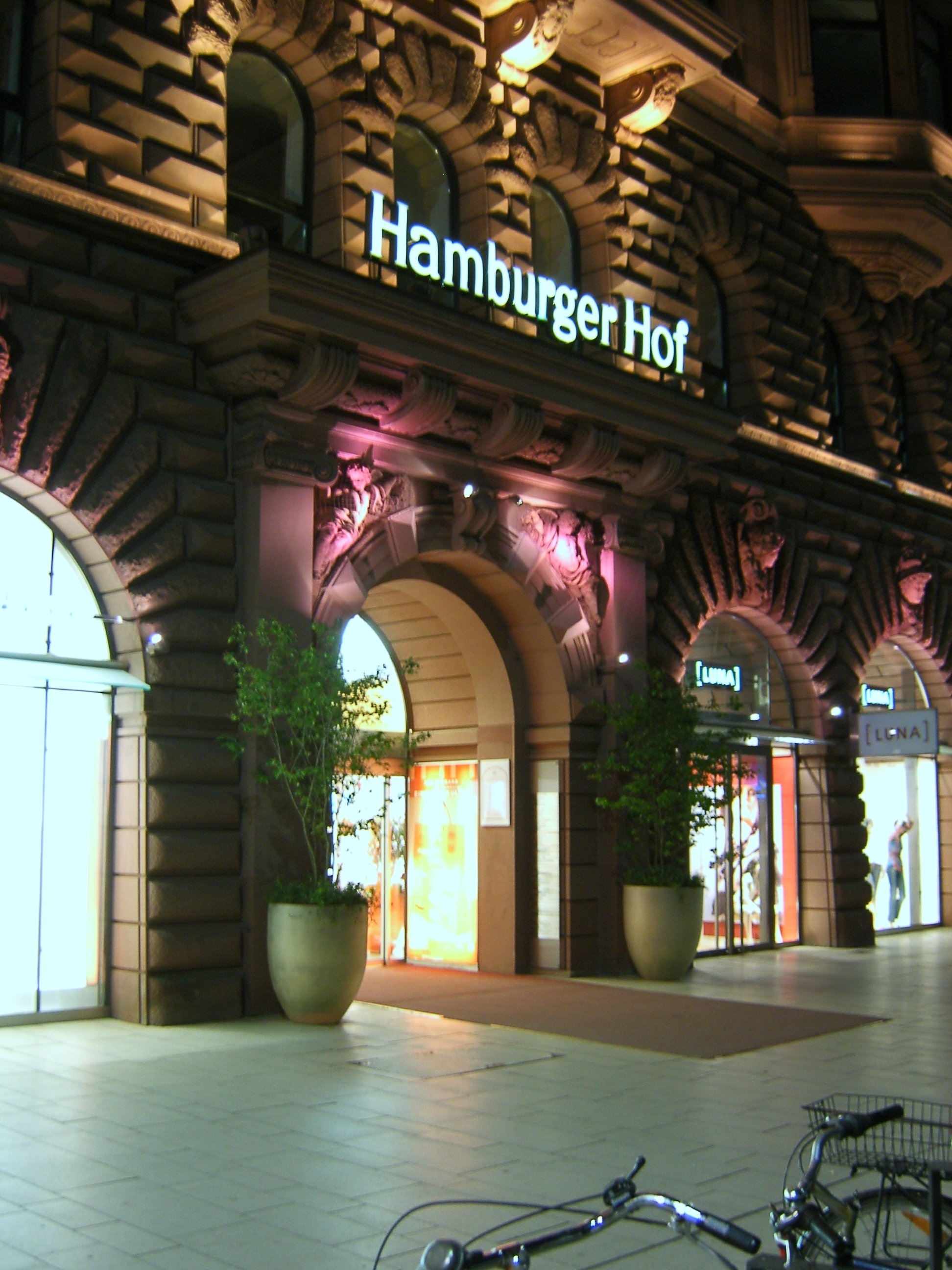
Der „Hamburger Hof“, Eingang zur Einkaufspassage (2006)

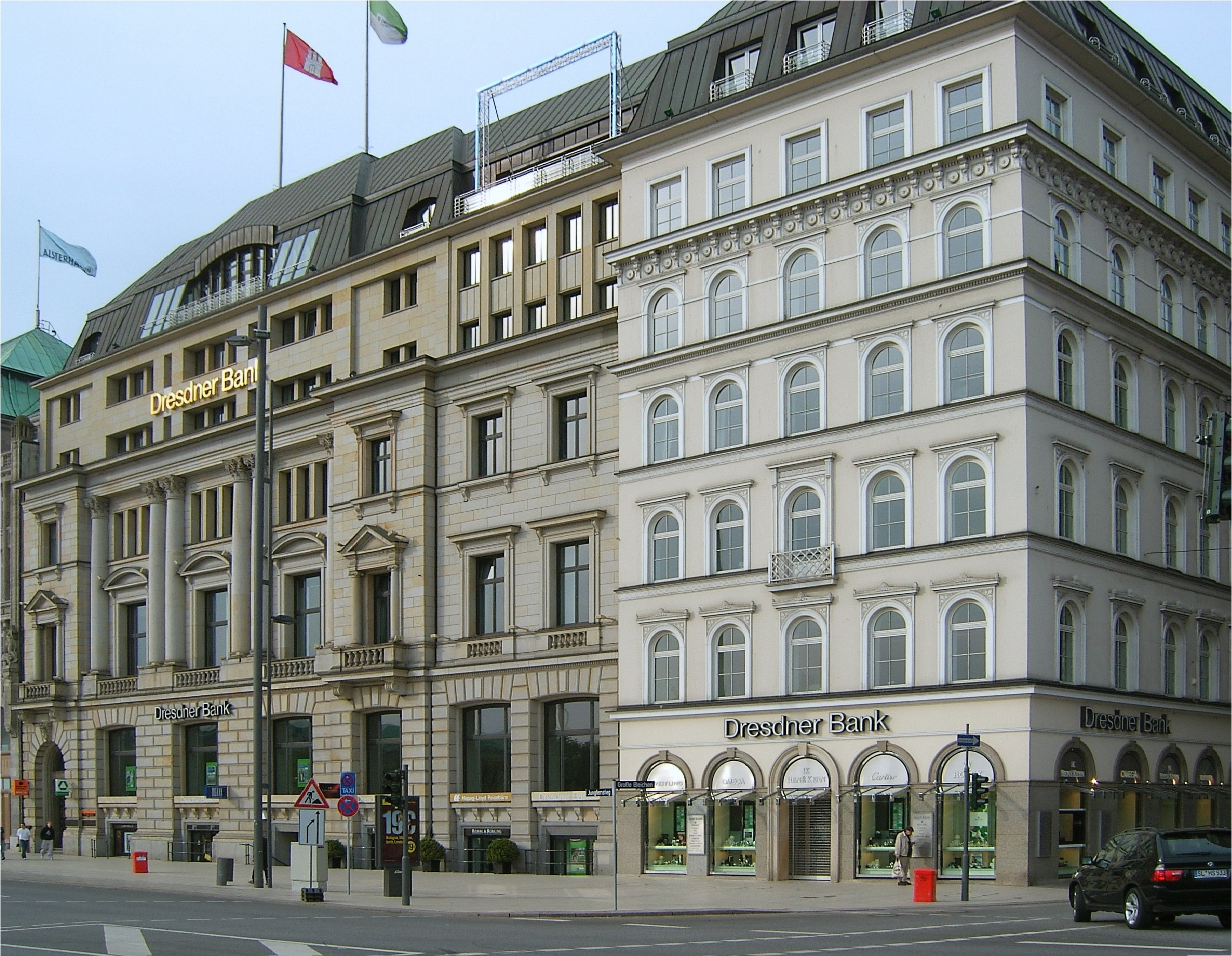
Hauptfiliale der ehemaligen Dresdner Bank (2006)

### Straße
Die nord(öst)liche Seite bildet das süd(west)liche Ufer der Binnenalster, mit einem freien Blick über diese bis zur Lombardsbrücke, der Alsterfontäne auf ihr und dem Anleger für die Flotte der weißen „Alsterdampfer“ (auch wenn heute nur noch ein einziges Museumsschiff tatsächlich mit Dampf fährt). Der alleenartige Eindruck wird durch die süd- bzw. nördlichen Seitenstraßen Ballindamm und Neuer Jungfernstieg fortgesetzt. In südöstlicher Richtung läuft der Jungfernstieg nun auf die 2006 eröffnete Europa Passage zu. An der entgegengesetzten Einmündung des Neuen Jungfernstiegs beginnen die Colonnaden mit dem Prien-Haus als gemeinsamem Eckgebäude. Bis zum Gänsemarkt folgt eine geschlossene Bebauung mit Ladengeschäften, unter anderem das Wrangelhaus (1913, Architekt: Albert Lindhorst).
Die Südwestseite beginnt an der Reesendammbrücke mit dem Zugang zu den Alsterarkaden entlang der Kleinen Alster, einem ehemaligen Festungsgraben zwischen Alter Wall und Neuer Wall, über den die Alster heute durch zwei Schleusen mit der Norderelbe verbunden ist. Vom Bleichenfleet, zwischen den westlichen Nebenstraßen Neuer Wall und Große Bleichen gelegen, ist am Jungfernstieg infolge Überbauung nichts mehr zu erkennen. Eine direkte Verbindung von der ehemaligen Stadtwassermühle zur Binnenalster besteht nicht mehr. Weiter entlang der Westseite liegen Geschäftshäuser mit vielen prominenten Modegeschäften und Juwelieren. Erwähnt seien das traditionsreiche Alsterhaus, ein Premium-Warenhaus und die Hamburger Hauptfiliale der Dresdner Bank, die von Martin Haller entworfen wurde. 

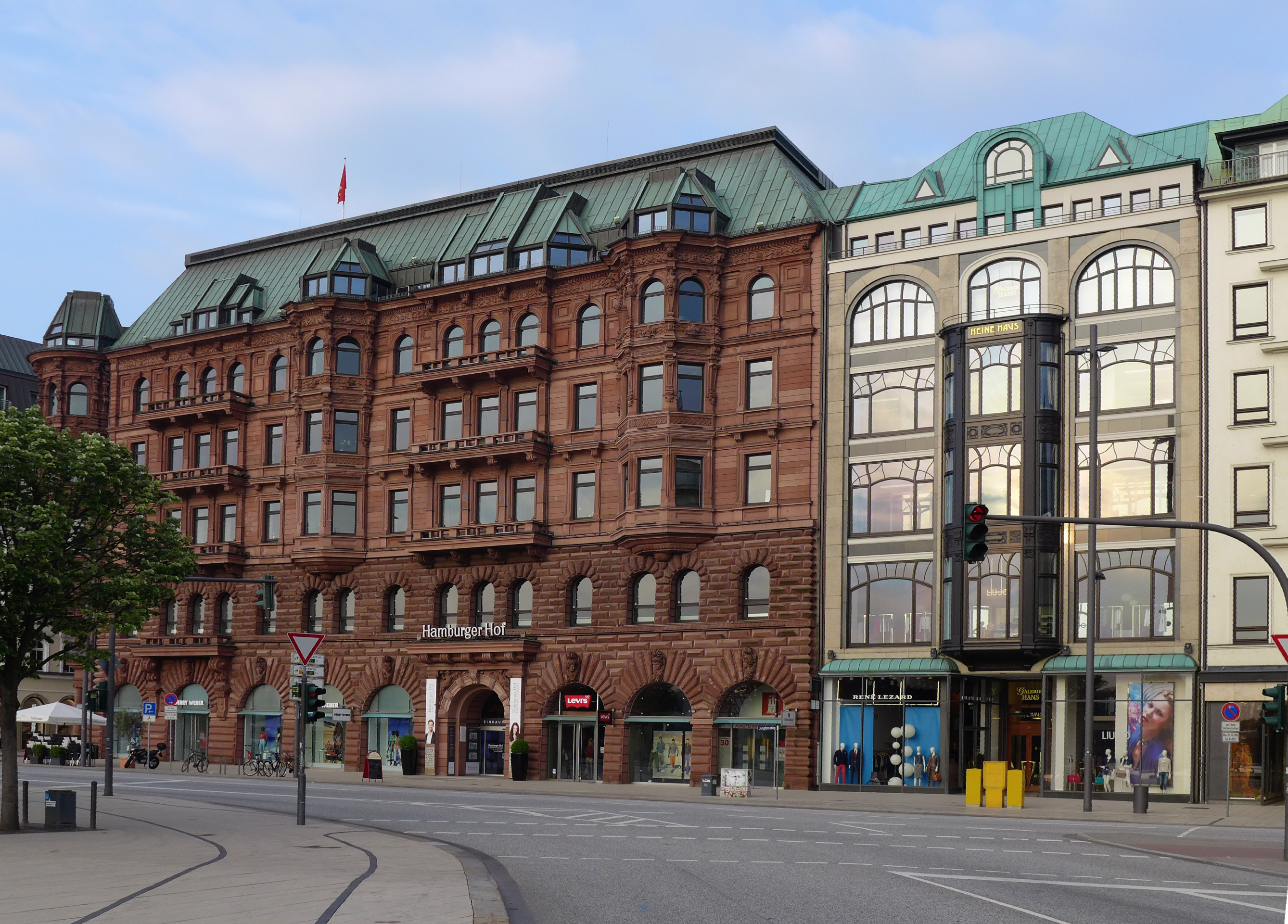
Links der Hamburger Hof, rechts das Heine-Haus (2013)

Jenseits der Großen Bleichen beginnt die Einkaufspassage Hamburger Hof, im gleichnamigen Kontorhaus aus rotem Main-Sandstein, mit einem Durchgang zur Poststraße und weiter zum Hanseviertel. Es folgt das Heine-Haus, ein Jugendstil-Gebäude von 1903, das 2003 bis auf das Dach, das aus Kostengründen eine andere Form bekam, originalgetreu renoviert wurde. Hier stand ursprünglich das Haus von Salomon Heine. Bis 1999 beherbergte es auch W. Schümanns Austernkeller – mit seinem originalen Jugendstil-Mobiliar eines der traditionsreichsten (gegründet 1884) der ehemals für Hamburg typischen Restaurants. Im Streits-Haus daneben befand sich vor dem Zweiten Weltkrieg Streits Hotel und danach, bis 2013, das Streit’s Filmtheater. Vor diesem wurde am 5. Oktober 1841 erstmals das Deutschlandlied von Hoffmann von Fallersleben öffentlich gesungen. Ab den 1950er Jahren war ein gleichnamiges Filmtheater im Haus untergebracht, das zahlreiche Premieren erlebte.

### Umgestaltungen
Bis zum September 2005 war der Jungfernstieg eine alleenartige Promenade mit Bäumen an beiden Seiten und in der Mitte (siehe Bild oben rechts). Zur Wasserseite lagen nur zwei kleinere Bauten: ein Reisebüro mit Bistro und der Alsterpavillon, ein Café.
Sein Aussehen wurde komplett umgestaltet. Bis auf den Alsterpavillon wurden alle Gebäude des Anlegers abgerissen. Der gesamte Jungfernstieg erhielt beidseitig ein helleres Pflaster. Die Baumreihe in der Straßenmitte wurde entfernt, die Fahrbahn verschmälert und gleichzeitig die Gehwege verbreitert. Dadurch sollten Veranstaltungen wie das jährliche Alstervergnügen mehr Raum erhalten. Der fertige Umbau, einschließlich der Neugestaltung des Schiffsanlegers, wurde mit einer offiziellen Einweihungsfeier am 20. Mai 2006 abgeschlossen.

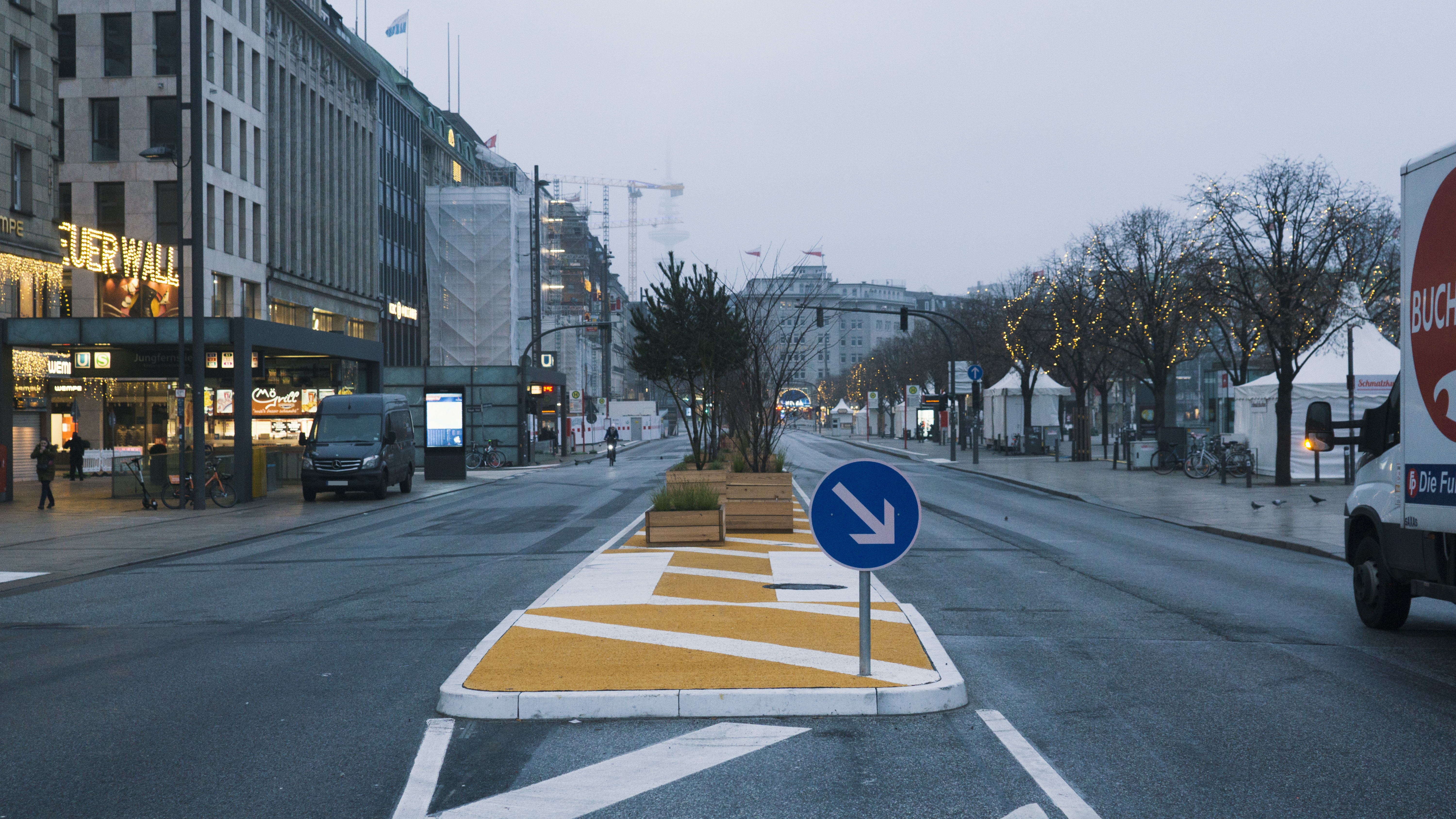
Jungfernstieg (2020) mit temporärer Mittelinsel

Im Jahr 2020 wurde der Jungfernstieg als Maßnahme zu einer Attraktivitätssteigerung der Hamburger Innenstadt für den motorisierten Individualverkehr gesperrt. Nur noch die Durchfahrt für Linienverkehr, Taxen, E-Scooter, Radfahrer und Lieferverkehr wurde gestattet. Im Zuge der Sperrung wurde eine temporäre, farbige Mittelinsel hergestellt, um bis zu einer kommenden Sanierung die Querung der Straße für Fußgänger zu ermöglichen.
An den Auswirkungen der jüngsten Umgestaltung wurde seitens des ansässigen Einzelhandels von Anfang an Kritik geäußert: Die Kundschaft habe sich deutlich reduziert, die örtlichen Händler sprechen sogar von einem „Sargnagel“ für die Innenstadt. Der „Verband der Mittel- und Großbetriebe des Einzelhandels Nord“ forderte eine Einbeziehung der betroffenen Geschäftsleute und Anlieger.

### Schiffsanleger

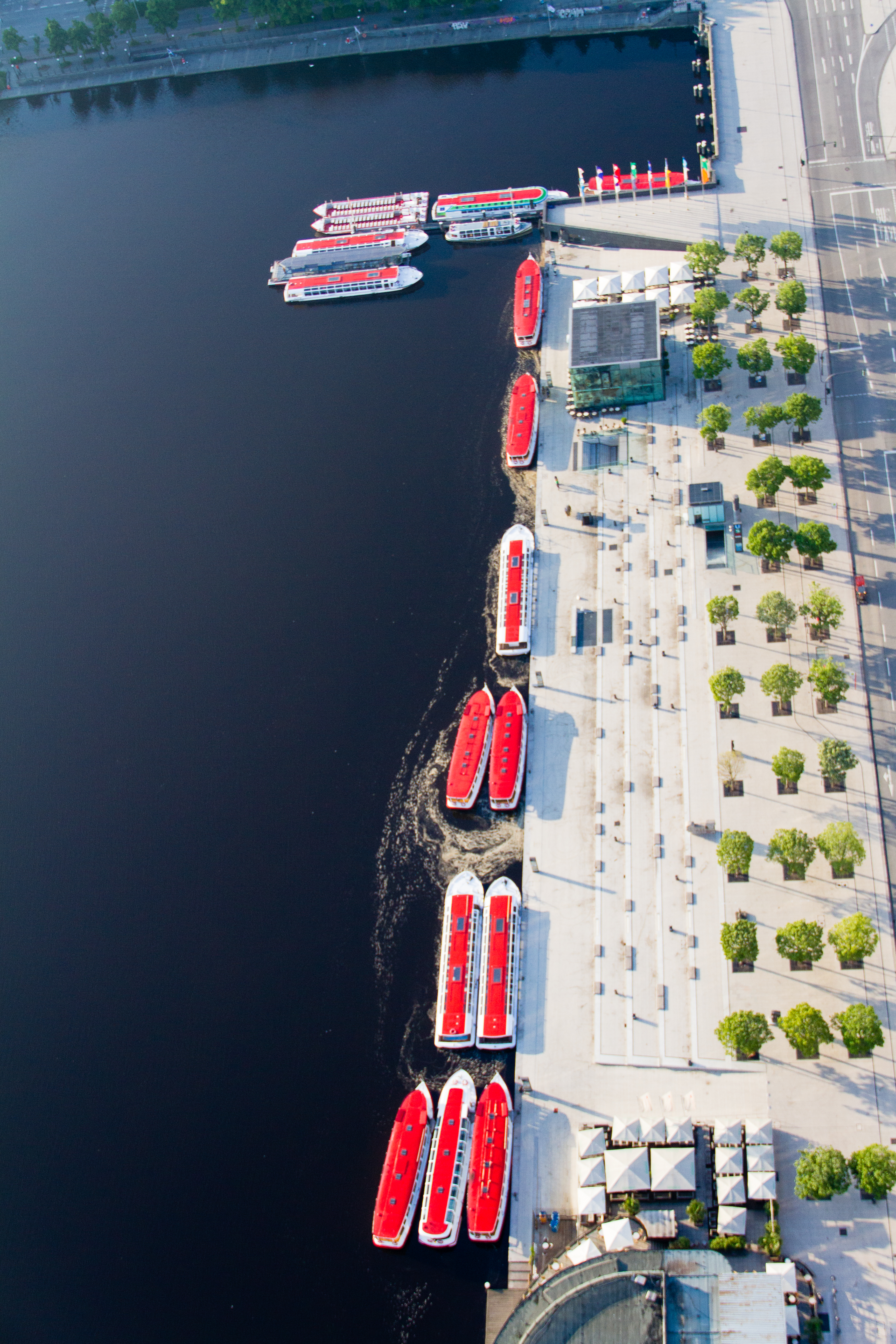
Jungfernstieg, 2013 (Luftbild)

Der Anleger Jungfernstieg ist für die Alsterschiffe der Hauptanleger, von dem alle Linien, Alsterrundfahrten und Sonderfahrten ausgehen.

### Yüksel-Mus-Platz

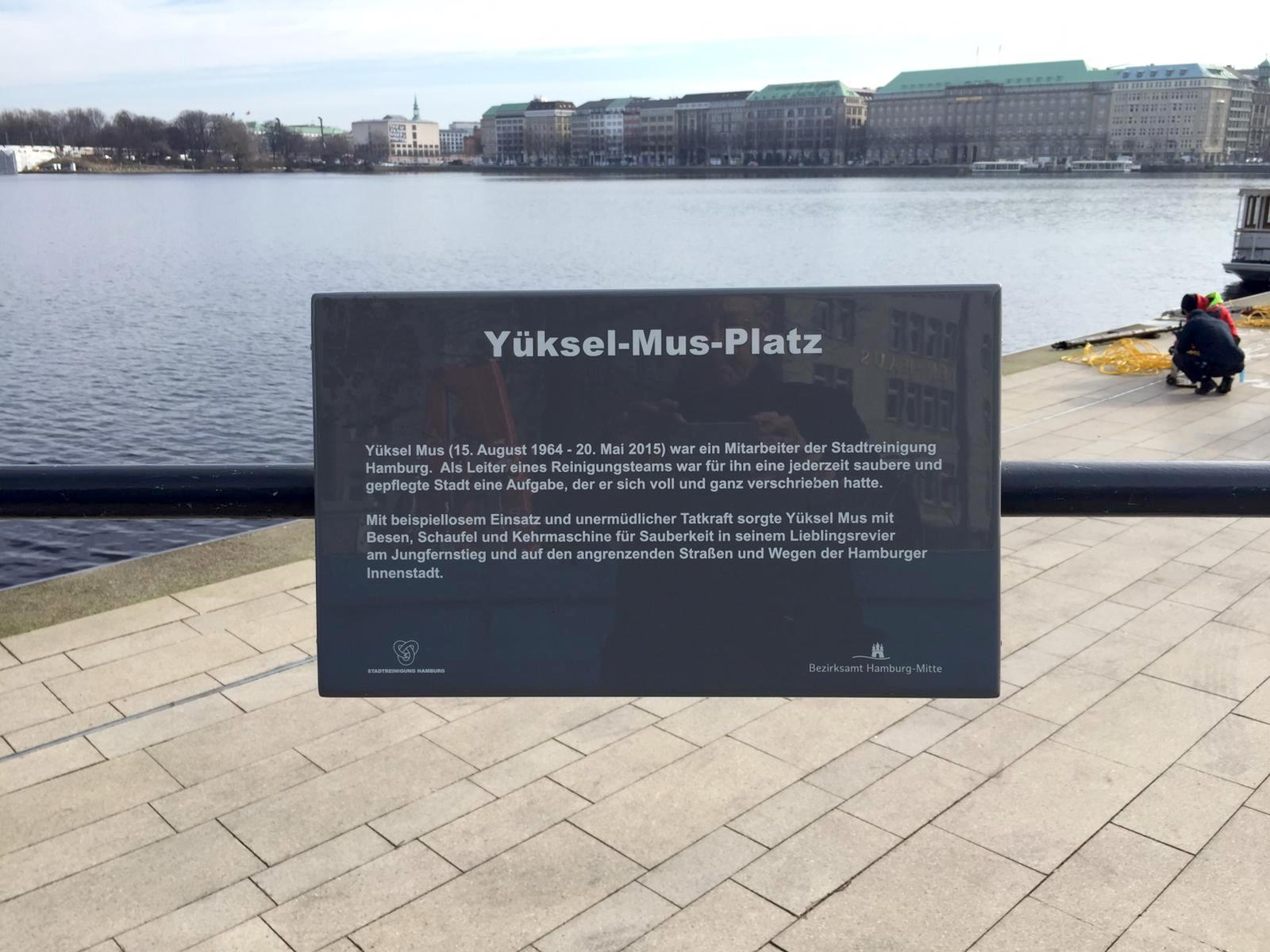
Gedenktafel Yüksel-Mus-Platz (2022)

Die Freifläche Ecke Jungfernstieg / Neuer Jungfernstieg wurde am 26. September 2017 zum Yüksel-Mus-Platz umbenannt und eine Gedenktafel für den Namensgeber, einen langjährigen und im Jahr 2015 verstorbenen Mitarbeiter der Straßenreinigung, angebracht.

### U- und S-Bahn-Station

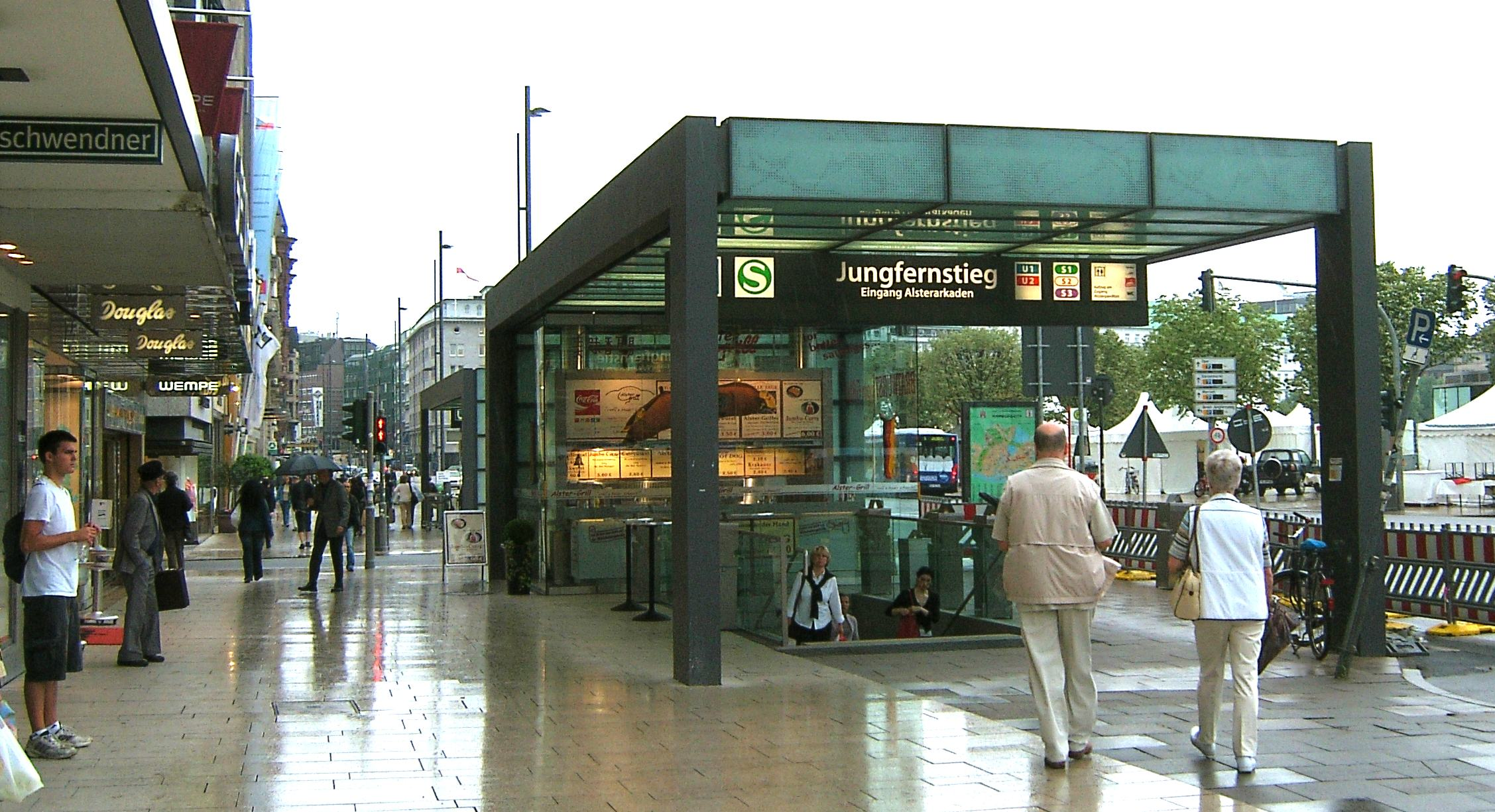
Die neuen Eingänge 2006

Unter dem Jungfernstieg liegt der gleichnamige U- und S-Bahnhof, an dem sich die Linie U1, U2 sowie U4, die City-S-Bahn (S1, S3) kreuzen.
Der ursprüngliche Endbahnhof der U1 (damals Endpunkt der „KellJung“-Linie) entstand bereits 1930 (Weiterbau nach Südosten erst 1955). S-Bahn und S-Bahnhof wurde in einer offenen Baugrube unter der Alster 1969–1975 errichtet (Architekt: Fritz Trautwein). Die S-Bahn unterquert die U1. In einer weiteren Ebene darunter und vollständig unter der Binnenalster liegt die 1973 eröffnete Station der U2 mit ihren zwei Bahnsteigen, die seit 2012 ebenso von der U4 genutzt werden.
Aufgrund der räumlichen Nähe besteht seit 1958 auch ein Verbindungsgang in der Minus-1-Ebene unterhalb der Bergstraße zur Station Rathaus der Linie U3.
Abgänge zum Bahnhofskomplex finden sich in den Straßen Jungfernstieg, Rathausmarkt, Ballindamm, Bergstraße, Alstertor und Mönckebergstraße.
Im Zuge der Umgestaltung des Jungfernstieges 2006 wurde eine Bushaltestelle neu eingerichtet. Diese wird von den Metrobuslinien 4, 5, und 19 und dem Nachtbus X 19 bedient.

## Neuer Jungfernstieg

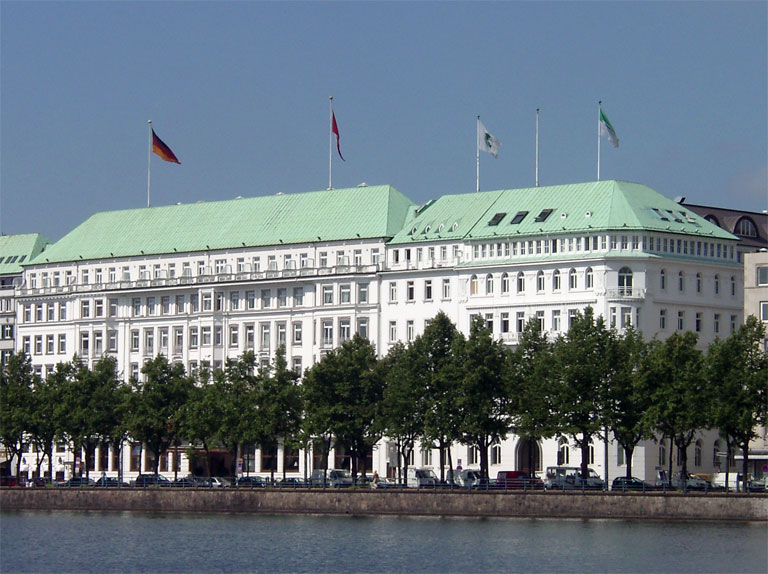
Das Hotel Vier Jahreszeiten am Neuen Jungfernstieg 9–14

Die 1827 am Nordwestufer der Binnenalster angelegte Straße trägt den Namen Neuer Jungfernstieg. Sie entstand im Zuge der Schleifung der Hamburger Wallanlagen, als für die heutige Esplanade Teile des alten Walles abgetragen wurden und der dabei gewonnene Sand zur Begradigung des nordwestlichen Ufers genutzt wurde.

## Gleichnamige Straßen
Einen Jungfernstieg gibt es auch in mehreren anderen deutschen Städten, u. a. in Berlin-Lichterfelde, Dieburg, Eckernförde, Flensburg, Glückstadt, Haldensleben, Kiel, Meldorf, Rendsburg, Ringleben, Schwerin, Stralsund, Wiek auf Rügen und Wolmirstedt.